# Département Mayo Dallah
Das Département Mayo Dallah ist ein Département im Südwesten des Tschad. Es liegt im zentralen und südöstlichen Teil der Provinz Mayo-Kebbi Ouest, die Hauptstadt ist Pala. Beim Zensus im Jahr 2009 wurden 338.487 Einwohner gezählt. Das Département liegt an der Grenze zu Kamerun. Der Sena-Oura-Nationalpark liegt in dieser Verwaltungsregion.

## Verwaltungsuntergliederung
Das Département ist in vier Unterpräfekturen unterteilt:
- Pala
- Gagal
- Lamé (Hauptort Lamé)
- Torrock